# Hymne au soleil (Holmès)
Pour les articles homonymes, voir Hymne au soleil (homonymie).
L'Hymne au soleil est une mélodie d'Augusta Holmès composée en 1872.

## Composition
Augusta Holmès compose l'Hymne au soleil en 1872, sur un poème d'elle-même. L'œuvre, en mi  bémol, est dédiée à Henri Regnault. Elle est publiée aux éditions Hartmann la même année. Elle est aussi publiée aux Éditions Heugel en 1893.
Elle aurait joué la mélodie à Richard Wagner, rencontré à Munich avec son père,.